# Epizod butelkowy
Epizod butelkowy, odcinek butelkowy, ang. bottle episodes – odcinek serialu telewizyjnego wykorzystujący jak najmniejszy budżet, charakteryzujący się ograniczonymi lokalizacjami, efektami specjalnymi, scenografią, obsadą i prostszym scenariuszem; zazwyczaj epizodami butelkowymi nie są pierwsze i ostatnie odcinki w sezonie.
Nazwa pochodzi z czasów produkcji serialu „Star Trek” w latach 1960., gdy terminem statku w butelce określano odcinki, których akcja w całości rozgrywała się na statku – głównym miejscu akcji serialu.